# Pavel Wonka
Pavel Wonka (23. ledna 1953 Vrchlabí – 26. dubna 1988 Hradec Králové) byl český obhájce lidských práv a disident – je považován za posledního politického vězně komunistického režimu v Československu, který zemřel ve vězení.

## Život

### Věznění
Byl potrestán vězením celkem třikrát, vždy v konfliktu s komunistickým režimem. Poprvé za kritiku nešvarů v zaměstnání a vládnoucí hierarchie dostal 14 měsíců (vězení Plzeň-Bory), podruhé šlo o kritiku volebního systému (21 měsíců, Minkovice, Bory, Bohnice), potřetí nedodržení podmínek tzv. ochranného dohledu (nepravomocný rozsudek 5 měsíců, při čekání na odvolání zemřel). Jedním z jeho trestných činů např. bylo to, že se pokusil roku 1986 kandidovat ve volbách jako nezávislý kandidát – což bylo teoreticky v naprostém souladu se zákony, avšak v rozporu s uskutečňovanou právní praxí (za stejný čin byl odsouzen i jeho bratr Jiří). Potom byl ve vězení v Minkovicích surově bit, systematicky šikanován a týrán. Při totálním bezpráví, které ve věznicích panovalo, bylo jeho jedinou možnou obranou zahájení hladovky (tu s ním solidárně drželi i lidé z Amnesty International a další). Po propuštění napsal řadu rozkladů svého a bratrova procesu a několik esejí s právní tematikou, ale také „Poselství propuštěného vězně Pavla Wonky Konferenci o bezpečnosti a spolupráci v Evropě“.
Do jeho posledního výkonu trestu ho odsoudila samosoudkyně Okresního soudu v Trutnově JUDr. Marcela Horváthová na dobu pěti měsíců, i když byl ve vážném zdravotním stavu. Již před nástupem trestu začal držet protestní hladovku, odmítal vypovídat, přestal záměrně chodit. Zemřel v důsledku vyčerpání organismu po jím držené hladovce, resp. v důsledku zanedbání lékařské péče. Paradoxem je to, že v té době měl již podanou žádost o vystěhování z ČSSR.

### Pohřeb

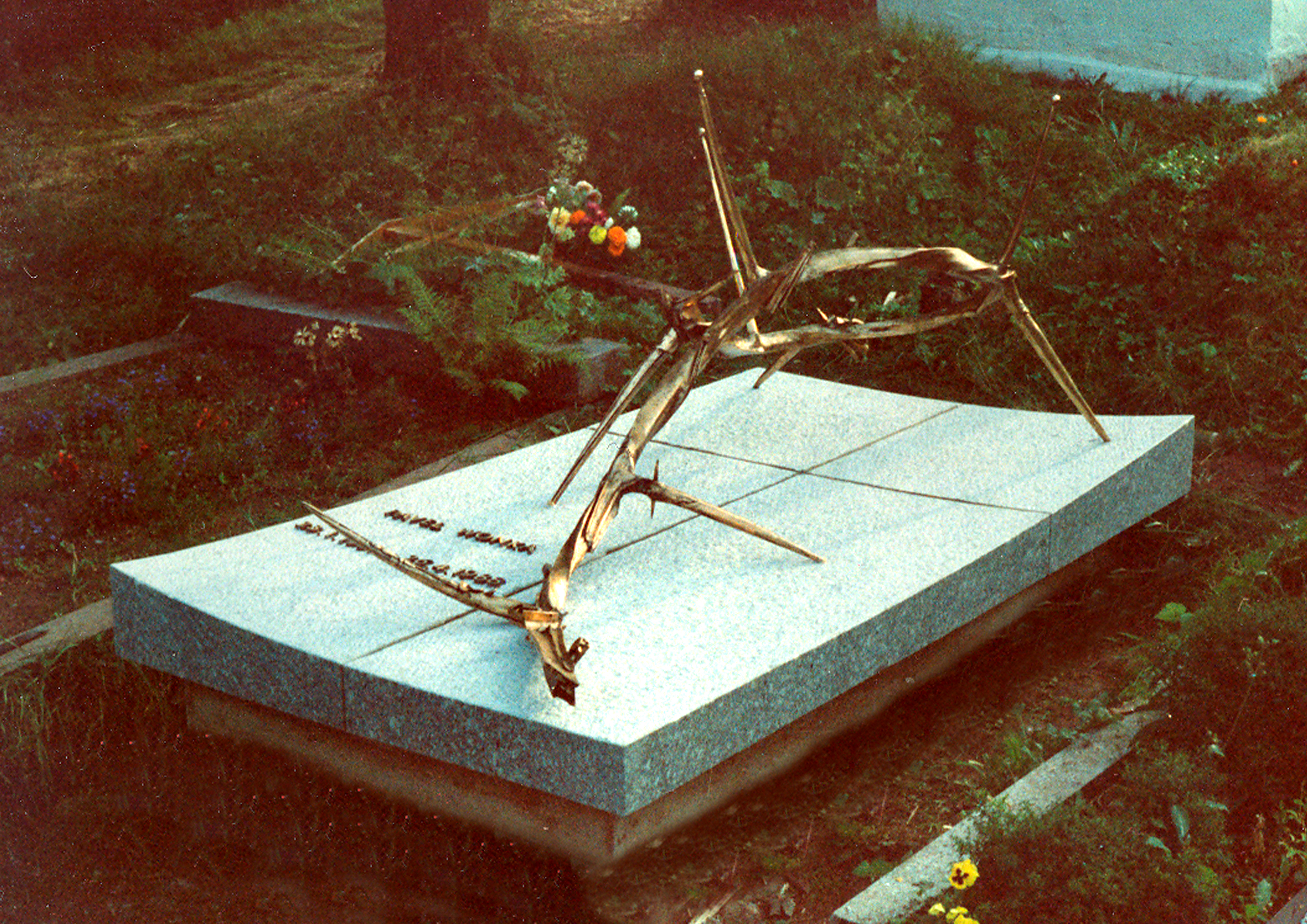
Náhrobek Pavla Wonky ve Vrchlabí od sochaře Daniela Ignáce Trubače.

Jeho pohřbu ve Vrchlabí se dne 6. května 1988 pod dozorem Státní bezpečnosti zúčastnilo až 2000 lidí – mj. signatáři a mluvčí Charty 77, členové Jazzové sekce, Výboru na obranu nespravedlivě stíhaných, zástupci osmi velvyslanectví (Austrálie, Británie, Francie, Itálie, Kanady, Německa, Nizozemska a USA) a štáb německé veřejnoprávní televize ARD. Při Wonkově pohřbu mimo jiné pronesla svoji řeč vrchlabská disidentka Hana Jüptnerová (tehdejší profesorka němčiny na jilemnickém gymnáziu, o tuto práci přišla během následujících dní). Nutno podotknout, že VONS, Charta 77, Helsinki Watch (přejmenovaná na Human Rights Watch) i Amnesty International se o osud Pavla Wonky výrazně zajímaly (jeho situace je zmiňována v mnoha prohlášeních těchto organizací) a apelovaly u československých úřadů už v průběhu jeho věznění, ovšem vždy neúspěšně. Průběžně o něm také informovaly rozhlasové stanice Svobodná Evropa, Hlas Ameriky a další. Pavel Wonka byl členem Jazzové sekce, ale nebyl (ač je to o něm občas mylně tvrzeno) signatářem Charty 77; tu podepsal pouze jeho bratr Jiří.
Roku 1992 byl Wonkův hrob na vrchlabském hřbitově upraven podle návrhu sochaře Daniela Ignáce Trubače.

## Posmrtná rehabilitace a ocenění
Po roce 1989 byl plně rehabilitován a zbaven všech obvinění. Bylo konstatováno, že došlo k porušení zákonnosti státními orgány i jednotlivci, ale k určení a potrestání viníků už nedošlo. V roce 1999 vydal Odbor archivní a spisové služby Ministerstva vnitra osvědčení, že sice Pavel Wonka byl v evidenci Státní bezpečnosti, ale jako nepřátelská osoba, a že jeho kompletní svazek byl zničen.[zdroj?]
JUDr. Horváthová na svou obhajobu uvádí, že případ Pavla Wonky byl pro ni jeden z prvních poté, co se vrátila z mateřské dovolené. Protože prý ho do té doby neznala osobně (přitom ho pouhé dva týdny před posledním rozsudkem zprostila jeho vůbec prvního obvinění, přičemž v odůvodnění citovala jeho momentální trestní stíhání, to znamená, že věděla, koho má před sebou), rozhodovala údajně hlavně na základě předložených důkazů o jeho protizákonném jednání a dokladů o jeho kriminální minulosti.[zdroj?] Pavel Wonka však byl viditelně velmi nemocný do té míry, že prostě ani fyzicky nemohl odpovídat na její otázky, takže si toho nemohla nevšimnout, a jako takovému mu měl být soud odložen ze zdravotních důvodů.[zdroj?]. Soudkyně však nadále tvrdí, že Wonka "byl komediant" a na soudu "si přehodil nohu přes nohu" . Horváthová se však po roce 1990 tímto způsobem úspěšně obhájila před parlamentní vyšetřovací komisí a vykonává svoji profesi dodnes, dokonce jí nevadilo zažalovat Pavlova bratra Jiřího za napadení veřejného činitele, když se o ní v souvislosti s osudem Pavla Wonky vyjádřil na veřejnosti dle svého přesvědčení.[zdroj?] V roce 2008 a opět v roce 2012 se konala před Okresním soudem v Trutnově demonstrace za její odstoupení.[zdroj?]
Na počest Pavla Wonky byly po něm pojmenován most v Pardubicích a Wonkův Mlýn, který stojí na silnici z Debrného do Nových Zámků (okres Trutnov)  a ulice v Hradci Králové, Žďáru nad Sázavou, České Skalici, České Lípě a Praze-Stodůlkách. Rok 2003 byl lidmi s dobrou pamětí vyhlášen Rokem Pavla Wonky. V rámci této akce proběhlo osm přednáškových večerů v Praze a Strakonicích, v září a listopadu putovní Festival pro Pavla Wonku v Praze a Pelhřimově, jehož součástí byly koncerty a také rozsáhlá výstava, představující život a dílo Pavla Wonky.
V roce 2010 byl Pavel Wonka v projektu organizace „Člověk v tísni“ jmenován jedním z laureátů „Ceny Příběhů bezpráví“ za odvážné postoje a činy v období komunistického režimu.
Hradec Králové, kde Pavel Wonka zemřel, mu v roce 2011 udělil čestné občanství.
Naopak v jeho rodném Vrchlabí se tak nestalo – tamní obyvatelé jakékoliv ocenění pro Pavla Wonku doposud pokaždé odmítli s tím, že „v místní paměti jsou bratři Wonkové zapsáni spíš záporně jako lidé, kterým se moc nechtělo pracovat, a tak se skrývali za vzpouru proti režimu“ – toto tvrzení je o to paradoxnější, že Pavel Wonka byl v roce 2006 v anketě měsíčníku „Pulsující Vrchlabí“ zvolen za "Největšího Vrchlabáka". Ve věci "místní paměti vrchlabáků" došlo k překvapivému vývoji v souvislosti s návrhem na vyznamenání Pavla Wonky Řádem Tomáše Garrigua Masaryka v roce 2012. Z diskuse na facebookových stránkách senátora Štětiny, který návrh adoptoval, totiž vše nasvědčuje tomu, že „vrchlabáci“ jsou ve skutečnosti pouze dva lidé, proti nimž bylo za jejich agresivní pomluvy zahájeno trestní řízení.[zdroj?]
Dne 28. října 2013 ho prezident Miloš Zeman vyznamenal in memoriam medailí Za zásluhy.
V únoru 2018 získal im memorian osvědčení pro účastníky odboje a odporu proti komunismu. Oceněn byl také jeho bratr Jiří Wonka. Ten za rodinu požádal stát o odškodné 100 tisíc korun. Ministerstvo spravedlnosti však koncem dubna 2020 Jiřímu Wonkovi přiznalo náhradu za zesnulého bratra jen ve výši 2 500 Kč.

## Kontroverze
Podle zjištění historika Petra Zídka však Pavel Wonka také dvakrát usiloval o členství v KSČ, podával udání na SNB a spolupracoval s StB.

## Připomínky
- Pamětní deska v Hradci Králové – odhalena 14. listopadu 2003 u vstupu do budovy Krajského úřadu.[24]
- Pamětní deska ve Světlé nad Sázavou – odhalena 2. října 2012 na nároží domu Jungmannova 575/1.[25]
- Kamenný památník na pěší stezce v ulici Stromovka v Chomutově, poblíž vlakové zastávky Chomutov Město. Původní, z roku 1988, byl odstraněn na udání v říjnu 1988. Kamenný památník byl instalován k druhému výročí smrti Pavla Wonky (duben 1990) chomutovskými disidenty Petrem Pazderou Paynem a Petrem Ďuricou, kde je dodnes.[zdroj⁠?!]
- Pamětní deska Pavlu Wonkovi ve Žďáru nad Sázavou[26]
- Most Pavla Wonky (Wonkův most) v Pardubicích. Jedna z nejdůležitějších dopravních staveb klenoucí se přes řeku Labe spojující levý a pravý břeh města.